# Aaron Ramsdale
Aaron Christopher Ramsdale (Stoke-on-Trent, Inglaterra, 14 de mayo de 1998) es un futbolista británico que juega de portero en el Newcastle United F. C. de la Premier League de Inglaterra.

## Trayectoria

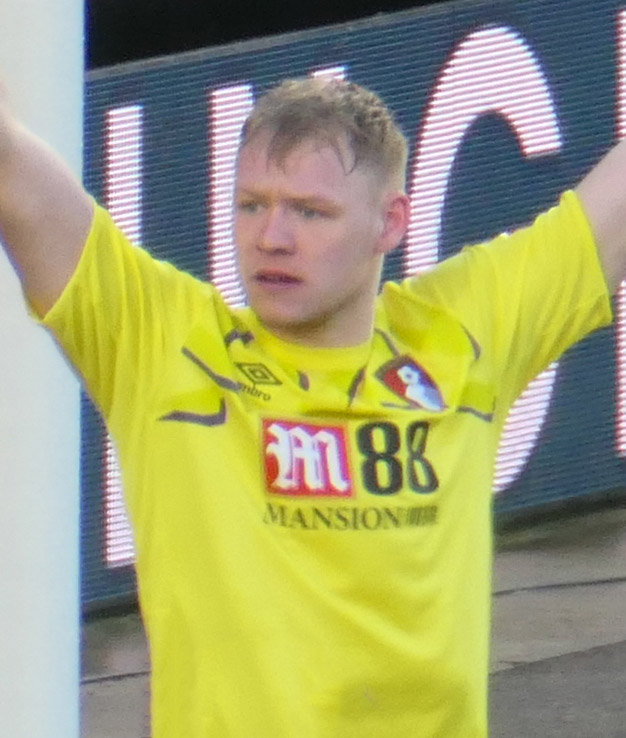
Ramsdale en el 2020 con su equipo.

Se unió a las inferiores del Bolton Wanderers pero fue desvinculado a la edad de 15 años, porque en ese entonces era muy bajo. Después su paso por Bolton Wanderers, se unió al Sheffield United en 2013. Luego de terminar las inferiores del Sheffield United, Ramsdale firmó una beca escolar con el club en mayo de 2014. Ramsdale tuvo dos presencias durante la temporada 2015-16, contra el Coventry City y el Scunthorpe United, y no fue un sustituto regular en la banca. En mayo de 2016 firmó su primer contrato profesional con el club.
Ramsdale hizo su debut profesional en la victoria de local por 6-0 contra el Leyton Orient en un partido de la FA Cup, manteniendo su portería invicta. Él además tuvo otra presencia en la FA Cup, contra el Bolton Wanderers, pero perdió 3-2.

### AFC Bournemouth
El 31 de enero de 2017 fue fichado por el club de la Premier League AFC Bournemouth con una cláusula de rescisión local de 800 000 £. Sin embargo, el fichaje fue reportado por un costo de un millón de libras.

#### Préstamo al Chesterfield
En el mes de enero, Ramsdale fue cedido a préstamo al Chesterfield por el resto de la temporada 2017-18.
Ramsdale hizo su debut en el Chesterfield contra el Accrington Stanley el 6 de enero de 2018, pero anotó un auto gol después de que el "Aparentemente permitiera que un tímido disparo de Jackson desde la derecha hacia la red", en la derrota por 4-0. En el partido siguiente contra el Luton Town el 13 de enero de 2018, él mantuvo su portería a cero, en la victoria 2-0.

#### Préstamo al AFC Wimbledon
El 4 de enero de 2019, Ramsdale se unió a préstamo al AFC Wimbledon hasta el término de la temporada 2018-19. Debutó al día siguiente contra el Fleetwood Town en la victoria 3-2 en la FA Cup en el Highbury Stadium.

## Selección nacional
Ramsdale ha representado a Inglaterra en las categorías sub-18, sub-19 y sub-20.
Fue convocado por primera vez en marzo de 2016 para la categoría sub-18, donde debutó el 27 de marzo de 2016 en la victoria 4-1 sobre la sub-18 de la República de Irlanda. Registro dos apariciones por la sub-18 inglesa.
En agosto de 2016 fue convocado para la sub-19 de Inglaterra, donde debutó el 4 de septiembre de 2016 en la derrota por 1-0 ante la sub-19 de Bélgica. Ramsdale jugó los cinco encuentros por la sub-19 inglesa que ganó el Campeonato de Europa Sub-19 de la UEFA 2017. Durante el torneo, Ramsdale registró tres porterías a cero en cinco partidos.
Luego de ganar el Torneo Europeo sub-19 de la UEFA, Ramsdale fue convocado por la sub-20 de Inglaterra en agosto de 2017, donde debutó el 4 de septiembre de 2017, en el empate 0-0 contra la sub-20 de Suiza.
El 18 de mayo de 2018 recibió por primera vez la llamada de la sub-21 de Inglaterra, del entrenador Adrian Boothroyd, para el Torneo Esperanzas de Toulon de 2018. Ramsdale debutó en la sub-21 el 1 de junio de 2018, jugando los 90 minutos en la victoria 4-0 contra Catar.
El 25 de mayo de 2021 entró en la lista preliminar de la selección absoluta para la Eurocopa 2020. No fue incluido en la lista definitiva, pero tras el primer partido de Inglaterra en la competición fue convocado para reemplazar al lesionado Dean Henderson.
El 15 de noviembre de ese mismo año realizó su debut con la absoluta jugando los noventa minutos en la victoria por cero a diez ante San Marino que certificó la clasificación de Inglaterra para el Mundial 2022.

### Participaciones en Copas del Mundo
| Copa              | Sede  | Resultado        | Partidos | Goles |
| ----------------- | ----- | ---------------- | -------- | ----- |
| Copa Mundial 2022 | Catar | Cuartos de final | 0        | 0     |

### Participaciones en Eurocopas
| Copa          | Sede     | Resultado  | Partidos | Goles |
| ------------- | -------- | ---------- | -------- | ----- |
| Eurocopa 2020 | Europa   | Subcampeón | 0        | 0     |
| Eurocopa 2024 | Alemania | Subcampeón | 0        | 0     |

## Estadísticas

### Clubes
Actualizado al último partido disputado el 9 de noviembre de 2024.
| Club                                  | Div.          | Temporada     | Liga  | Liga     | Copas nacionales | Copas nacionales | Copas internacionales | Copas internacionales | Total | Total    |
| Club                                  | Div.          | Temporada     | Part. | Goles(1) | Part.            | Goles(1)         | Part.                 | Goles(1)              | Part. | Goles(1) |
| ------------------------------------- | ------------- | ------------- | ----- | -------- | ---------------- | ---------------- | --------------------- | --------------------- | ----- | -------- |
| Sheffield United F. C. Inglaterra     | 3.ª           | 2016-17       | 0     | 0        | 2                | 3                | —                     | —                     | 2     | 3        |
| Chesterfield F. C. Inglaterra         | 4.ª           | 2017-18       | 19    | 33       | 0                | 0                | —                     | —                     | 19    | 33       |
| Chesterfield F. C. Inglaterra         | Total club    | Total club    | 19    | 33       | 0                | 0                | 0                     | 0                     | 19    | 33       |
| AFC Wimbledon Inglaterra              | 3.ª           | 2018-19       | 20    | 26       | 3                | 5                | —                     | —                     | 23    | 31       |
| AFC Wimbledon Inglaterra              | Total club    | Total club    | 20    | 26       | 3                | 5                | 0                     | 0                     | 23    | 31       |
| AFC Bournemouth Inglaterra            | 1.ª           | 2019-20       | 37    | 62       | 0                | 0                | —                     | —                     | 37    | 62       |
| AFC Bournemouth Inglaterra            | Total club    | Total club    | 37    | 62       | 0                | 0                | 0                     | 0                     | 37    | 62       |
| Sheffield United F. C. Inglaterra     | 1.ª           | 2020-21       | 38    | 63       | 4                | 5                | —                     | —                     | 42    | 68       |
| Sheffield United F. C. Inglaterra     | 2.ª           | 2021-22       | 2     | 1        | 0                | 0                | —                     | —                     | 2     | 1        |
| Sheffield United F. C. Inglaterra     | Total club    | Total club    | 40    | 64       | 6                | 8                | 0                     | 0                     | 46    | 72       |
| Arsenal F. C. Inglaterra              | 1.ª           | 2021-22       | 35    | 40       | 3                | 2                | —                     | —                     | 38    | 42       |
| Arsenal F. C. Inglaterra              | 1.ª           | 2022-23       | 38    | 41       | 0                | 0                | 3                     | 3                     | 41    | 44       |
| Arsenal F. C. Inglaterra              | 1.ª           | 2023-24       | 6     | 5        | 4                | 6                | 1                     | 1                     | 11    | 12       |
| Arsenal F. C. Inglaterra              | Total club    | Total club    | 78    | 85       | 7                | 8                | 4                     | 4                     | 89    | 97       |
| Southampton F. C. Inglaterra          | 1.ª           | 2024-25       | 9     | 19       | 1                | 2                | —                     | —                     | 10    | 21       |
| Southampton F. C. Inglaterra          | Total club    | Total club    | 9     | 19       | 1                | 2                | 0                     | 0                     | 10    | 21       |
| Total carrera                         | Total carrera | Total carrera | 203   | 289      | 14               | 18               | 4                     | 4                     | 221   | 311      |
| (1) Hace referencia a goles encajados |               |               |       |          |                  |                  |                       |                       |       |          |

## Palmarés

### Títulos nacionales
| Título           | Club          | Sede       | Año  |
| ---------------- | ------------- | ---------- | ---- |
| Community Shield | Arsenal F. C. | Inglaterra | 2023 |

### Títulos internacionales
| Título                                 | Club (*)          | País    | Año  |
| -------------------------------------- | ----------------- | ------- | ---- |
| Campeonato de Europa Sub-19 de la UEFA | Inglaterra sub-19 | Georgia | 2017 |

(*) Incluyendo la selección.